# Landsrätten i Åbo
Bör ej förväxlas med landsrätt, allmän beteckning på rättsförhållanden för landsbygd.
Landsrätten i Åbo är en särbenämning för det ting som under 1400-talet utövade konungens domsrätt i Finland, som då var en del av Sverige. Det kan jämställas med den svenska konungsräfsten.

## Bakgrund
Konungsräfsten växte fram under 1200-talet och är en benämning på sådana ting som hölls av konungen eller hans representanter utanför ordinarie tingsperioder. I konungsräfsten kunde man överklaga domar som hade fällts av landstinget. Under äldsta tider ledde konungen själv räfsten. Han eller hans företrädare biträddes av en nämnd. I Magnus Erikssons landslag bestämdes att rättareting (räfsteting) ska kungöras sex veckor i förväg. I nämnden skulle sitta häradshövdingen som också kallade tolv män av häradet, hälften hovmän och hälften bönder till nämnden. I Finland höll både kung Magnus Eriksson och kung Albrekt av Mecklenburg personligen ting men vanligen var domsrätten överlåten till någon annan på begränsad tid. Under andra hälften av 1300-talet blev det ytterst ovanligt att den kungliga domsrätten utövades utanför ting.

## Landsrätten
I juni 1407 har dokumenterats tre mål som avgjordes av en riddare som innehade konungsdomen vid räfste- och landsting i Åbo. Det har betraktats som landsrättens tillkomst eftersom kung Erik av Pommern det året besökte Finland och eftersom domen säkrades med 40 mark för konungsdomen och 6 mark för lagmansdomen på samma sätt som man gjorde senare i landsrätten. Dock gällde två av målen enbart Söderfinne och det tredje bönderna i Lundo socken. I alla tre fallen gällde domen Åbo domkyrkas egendom.  Senare forskning har däremot betecknat år 1407 som den tidpunkt efter vilken landsrätten skapades och att 1407 års ting var ett sedvanligt räfsteting. Första gången landsrätten i Åbo omtalas är i januari 1411 i ett brev från kung Erik till alla som bygger och bor under den landsrätt som han har skapat i Åbo. Fogden på Åbo ges där fullmakt att skifta kronoallmänningar överallt i landet åt dem som vill bruka dem och betala skatt. Kung Erik bör enligt detta ha grundat landsrätten i Åbo mellan juni 1407 och utgången av år 1410.
På grund av klagomål om partiskhet hos domhavanden ville kung Erik år 1413 avskaffa lagmanstingen och ersätta dem med räfsteting och ett domarkollegium. Dessa nya ting skulle hållas på bestämda tider i varje lagsaga, oftast två gånger per år. Som domare skulle uppträda biskopen, två män ur domkapitlet, lagmannen och sex av kungen utsedda frälsemän. Reformen var så till vida misslyckad att räfsteting och lagmansting sammanblandades. Efter räfstetingens tillkomst fick man inte längre gå till kungs utan om någon var missnöjd med räfstetingets dom skulle domslutet sändas till kungen och granskas i ljuset av lagen.  På grund av Finlands avlägsenhet hade området redan tidigare fått en motsvarande domstol men med ett eget namn, landsrätten. Kung Erik skrev redan år 1414 till landsrätten i Åbo och beklagade sig över att fattiga personer från Finland kom till honom i Danmark trots att deras ärenden borde avgöras i Åbo. Vid en tidpunkt mellan 1412 och 1417 bestämde lagmannen i Finland om fiskerätt med bistånd av en sådant domarkollegium som föreskrevs i 1413 års brev. År 1415 har noterats två domslut av landsrätten i Åbo och liksom i Sverige har man återgått till det gamla systemet med en för varje gång utsedd innehavare av kungsdomen.  År 1420 har fyra riksråd hållit räfsteting i Åbo, antagligen genom ett specialförordnande av konungen. Från år 1434 har bevarats två domslut från landsrätten i Åbo. Domare i dessa fall var så som i 1413 års brev men frälsemännen hade ersatts av häradshövdingarna.

## 1435 års nyorganisation
Kung Erik utfärdade 1435 en förordning om landsrätten i Finland och hur den skulle verka. Rätten skulle sammanträda i Åbo under veckan före Sankt Henriks skrinläggningsdag den 18 juni. Medlemmar i landsrätten var biskopen, några ur domkapitlet, riksråden som vistades i Finland av vilka en skulle ha konungsdomen enligt vad riksrådet bestämde, landets lagmän och häradshövdingar. Alla fogdar skulle även vara närvarande och om man behandlade en tvist mellan lands- och stadsbor skulle borgmästarna och två rådmän vara bisittare. Till domstolen skulle höra en konungsnämnd av till hälften frälsemän, till hälften bönder. Endast sådana ärenden fick tas upp som redan hade blivit dömda i härads- eller lagmansrätten, dock med undantag för klagomål mot biskopen, lagmännen eller kungens fogdar som kunde tas upp i landsrätten utan föregående domstolsbehandling. Domarna skulle avfattas skriftligen och beseglas med landsrättens sigill. Förordningen utfärdades samma dag som Finland delades i två lagsagor.  Under åren 1437–1440 sammanträdde rätten i Åbo och kallades ibland räfsteting, ibland landsrätt. Under de åren innehade en och samma person konungsdomen och domstolens sammansättning var den i 1435 års förordning förutsatta liksom tidpunkten för sammanträdena var mitten av juni. En tolvmannanämnd förekom också.

## Kristofers landslag
I kung Kristofers landslag från 1442 stadgades att räfste- eller landsting skulle hållas årligen. I rätten infördes en konungsnämnd som bestod av biskopen och två av hans kapitel, lagmannen och två av riksens råd eller andra goda friborna män som hade rätt att döma i kungens frånvaro. Efter hand gled innebörden av ordet landsrätt över till att avse de nya räfste- eller landstingen. Ännu 1446 sägs landsrätten ha sammanträtt i Åbo i den gamla sammansättningen. Den behandlade då ett mål som hade avgjorts i landsrätten år 1437 och på nytt 1444. En månad senare sammanträdde landsrätten i Åbo i en sammansättning av en riddare, båda lagmännen och en häradshövding. I juni samma år behandlade landsrätten i Åbo ett mål som inte hade kunnat avgöras inför kungen och saken sköts till Åbo med lagmannen i Uppland och hövitsmannen på Åbo som hade konungsdomen samt lagmännen i Finland, häradshövdingarna och många andra goda män. Ärendet hade föregåtts av häradsdom och lagmansdom och därtill behandlades det av en nämnd med 6 frälsemän och 6 bönder. Samma herrar höll i juni 1447 räfsteting i Åbo gällande ärenden som tidigare hade varit uppe i landsrätten.
Under kung Karl Knutssons första regering finns bara ett belägg på landsrättsdom som fälldes av hövitsmannen på Åbo. Från Kristian I:s regeringstid har likaså bevarats endast ett belägg på landsting där lagmannen i Östergötland dömde. Efter dessa leddes landstingen i Finland av konungen, av riksföreståndaren och länsinnehavaren Erik Axelsson (Tott) eller av Sten Sture den äldre. Typiskt är att de inte alltid hölls i Åbo och att domstolens sammansättning övergick till att bestå av frälsemän. Benämningen landsrätt användes 1466, 1467, 1472–1473 och 1476. Benämningen landsrätt användes sista gången år 1488 då Sten Sture ledde landsrätten i Åbo rådstuga med några frälsemän i nämnden. Trots att termen landsrätt användes ännu år 1488 är det tydligt att ordet då användes som synonym till landsting eller räfsteting.